# Синтетичне рідке паливо

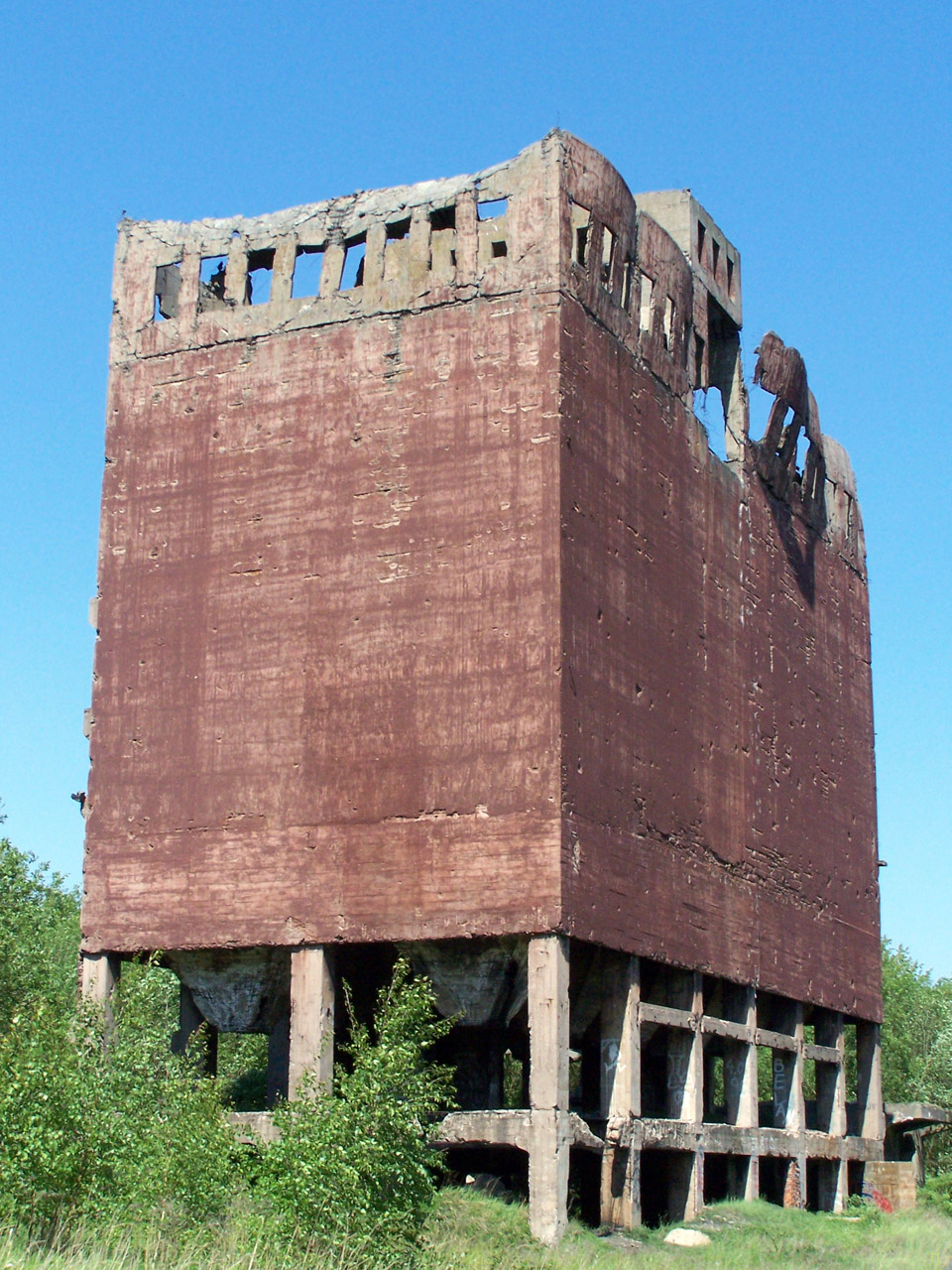
Руїни заводу з виробництва синтетичного бензину в Пйоліц, Померанія (нині Поліце, Польща)

Синтетичне рідке паливо — горючі рідини, синтезовані з суміші газів (CO і H2), що застосовуються як моторне паливо для двигунів внутрішнього згоряння. Зараз виробляється в обмеженій кількості.

## Історія
Дослідження із синтезу рідкого моторного палива почалися в Німеччині ще до Першої світової війни. У 1915 році Фрідріх Бергіус побудував перший дослідний завод з виробництва синтетичного палива в Райнау, поблизу Мангайму. За розробку свого методу виробництва синтетичного палива, який отримав згодом назву «бергінізація», Бергіус і президент IG Farbenindustrie Карл Бош в 1931 році отримали Нобелівську премію в галузі хімії. Другий базовий метод отримання синтетичного палива був розроблений Францем Фішером і Гансом Тропшом до 1926 року. Першим заводом, на якому почалося виробництво синтетичного палива в промислових масштабах, став завод у місті Лойна (звідси термін «лойна-бензин»). Собівартість цього палива була дуже високою й виробляти його було економічно невигідно, проте після приходу нацистів до влади в Німеччині в 1933 році вони обрали курс на автаркію, тобто на зменшення залежності Німеччини від імпорту. Це мало найважливіше значення для підготовки до війни. У 1936 році була затверджена програма із шестикратного збільшення виробництва синтетичного палива. У 1938 році почали працювати перші 7 заводів, що працюють за методом бергінізації (до кінця року вони виробили 1,6 млн тонн палива), а в наступному році — ще 7 заводів, що працюють за методом Фішера—Тропша, на бурому вугіллі. Всі заводи швидко вийшли на заплановану виробничу потужність. Частка синтетичного палива в загальному балансі Німеччини стала стрімко зростати й вже в 1940 році виробництво синтетичного палива покрило більше третини всієї потреби Німеччини в паливі.
Таким чином, нацистська Німеччина під час Другої світової війни значною мірою задовольняла свої потреби в моторному паливі шляхом створення власних виробничих потужностей з перероблення вугілля в рідке паливо. Органічний синтез здійснювався в присутності каталізатора на основі кобальту за температури +170 … 200 °C і тиску 0,1—1 Мн/м2 (1—10 am). Продукти реакції:
- бензин (когазін І або синтин) з октановим числом 40—55 (додавання 0,8 мл тетраетилсвинцю на кожен літр бензину підвищувало його октанове число з 55 до 74),
- високоякісне дизельне паливо (когазін II) з цетановим числом 80—100,
- твердий парафін.

Надалі технологія удосконалювалася, а синтез із застосуванням сполук на основі заліза як каталізатора, який проводився за температури понад +220°С, в умовах підвищеного тиску 1—3 Мн/м2 (10—30 am) дозволив отримати високооктановий бензин. Бензин, який синтезувався за цією технологією, містив 60—70 % олефінових вуглеводнів нормальної та розгалуженої будови, а його октанове число досягало 75—78.

## Перспективи
У зв'язку з високою вартістю та малою ефективністю застосовуваних каталізаторів подальше виробництво синтетичного рідкого палива з CO і Н2 так і не отримало широкого розвитку. Цікавою є подібна ситуація, яка склалася в Південній Африці, коли на тлі міжнародних санкцій за часів апартеїду компанія Sasol Limited займалася виробництвом синтетичного рідкого палива, яке допомагало економіці цієї держави успішно функціонувати в умовах міжнародної ізоляції.
Отже, подальше розширення виробництва синтетичного рідкого палива з природних газів і твердих горючих копалин стримується його високою вартістю, яка значно перевершує вартість палива, отриманого перегонкою сирої нафти. Учені багатьох країн світу шукають нові економічні та технічні рішення в промисловому виробництві синтетичного палива. Цей пошук спрямований, перш за все, на спрощення вже відомих технологічних процесів:
- зниження тиску під час зрідження вугілля до 100 атмосфер і нижче,
- збільшення продуктивності газогенераторів для перероблення вугілля, горючих сланців і природних газів,
- розробку нових каталізаторів синтезу метанолу та бензину, створеного на його основі.

Крім того, важливою проблемою при виробництві синтетичного рідкого палива є високе споживання води: до 5—7 літрів на кожен літр палива.

## Принцип методу
Синтетичне рідке паливо, як правило, синтезують із суміші окису вуглецю (CO) і водню (H2), одержуваної з природних газів і вугілля в процесі конверсії газів і газифікації палива. Синтез здійснюється в присутності каталізаторів (Ni, Со, Fe та інших) за підвищених температурах і в умовах підвищеного тиску (метод Фішера і Тропша). Залежно від умов технологічного процесу отримуване синтетичне рідке паливо містить вуглеводні (олефіни, парафіни) в основному нормальної будови (нерозгалужені). Також (синтетичним шляхом) отримують різні добавки до палива для підвищення антидетонаційних властивостей і октанового числа:
- ізооктан — продукт каталітичного алкілювання ізобутану бутенами;
- полімербензин[ru] — продукт каталітичної полімеризації пропан-пропіленової фракції та інші.